# Bombardeio da Faixa de Gaza por Israel em 2022
A Operação Amanhecer foi um ataque aéreo pelas Forças de Defesa de Israel no dia 5 de agosto de 2022 na Faixa de Gaza, alegando ser um ataque preventivo contra supostos planos do grupo militante palestino, Jihad Islâmica, para ataques de misseis contra cidades israelenses. Os bombardeios continuam no dia 7. Israel alertou que a operação poderia durar uma semana. O ataque atingiu partes dos bairros de al-Remal, Khan Younis, Rafah e al-Shuja’iya. Grupos palestinos responderam ao ataque com mísseis durante a noite. Pelo menos 31 pessoas foram mortas nas primeiras 24 horas de operação, com outras 260 sendo feridas. O bombardeio aconteceu após uma escalada de tensões, com a detenção por parte das autoridades Israelenses da liderança palestina Bassam al-Saadi, como também do fechamento de fronteiras importante para a economia palestina e o impedimento do transporte de combustível para Gaza, reduzindo a já vulnerável disponibilidade de energia.
A Cisjordânia também testemunhou um aumento no número de ataques por parte de colonos israelenses e soldados, como também demolições de casas e detenção de palestinos.
A motivação dos bombardeios foi atribuída ao clima de véspera eleitoral em Israel e a tentativa da coalização governante de se mostrar mais dura diante da possibilidade de retorno do Likud ao poder. A Organização das Nações Unidas (ONU) lamentou as mortes e emitiu um aviso sobre o perigo de escalada do conflito, principalmente diante da escassez de recursos humanitários que podem ser requeridos, já esgotados por outros conflitos. O coordenador do Conselho de Segurança Nacional dos Estados Unidos (NSC), John Kirby, defendeu o bombardeio israelenses, e chamou por uma desescalada do conflito. A Turquia condenou os ataques, enquadrando-os como "inaceitáveis". O Egito, tradicional mediador do conflito israelo-palestino, declarou que estava trabalhando por um consenso pelo fim do conflito.
Além dos bombardeios, Israel prendeu dezenove integrantes da Jihad Islâmica na Cisjordânia. Os israelenses não atacacaram alvos do Hamas, maior grupo militante da região, possivelmente para evitar uma escalada da violência.